# Ryszard Strzelecki-Gomułka

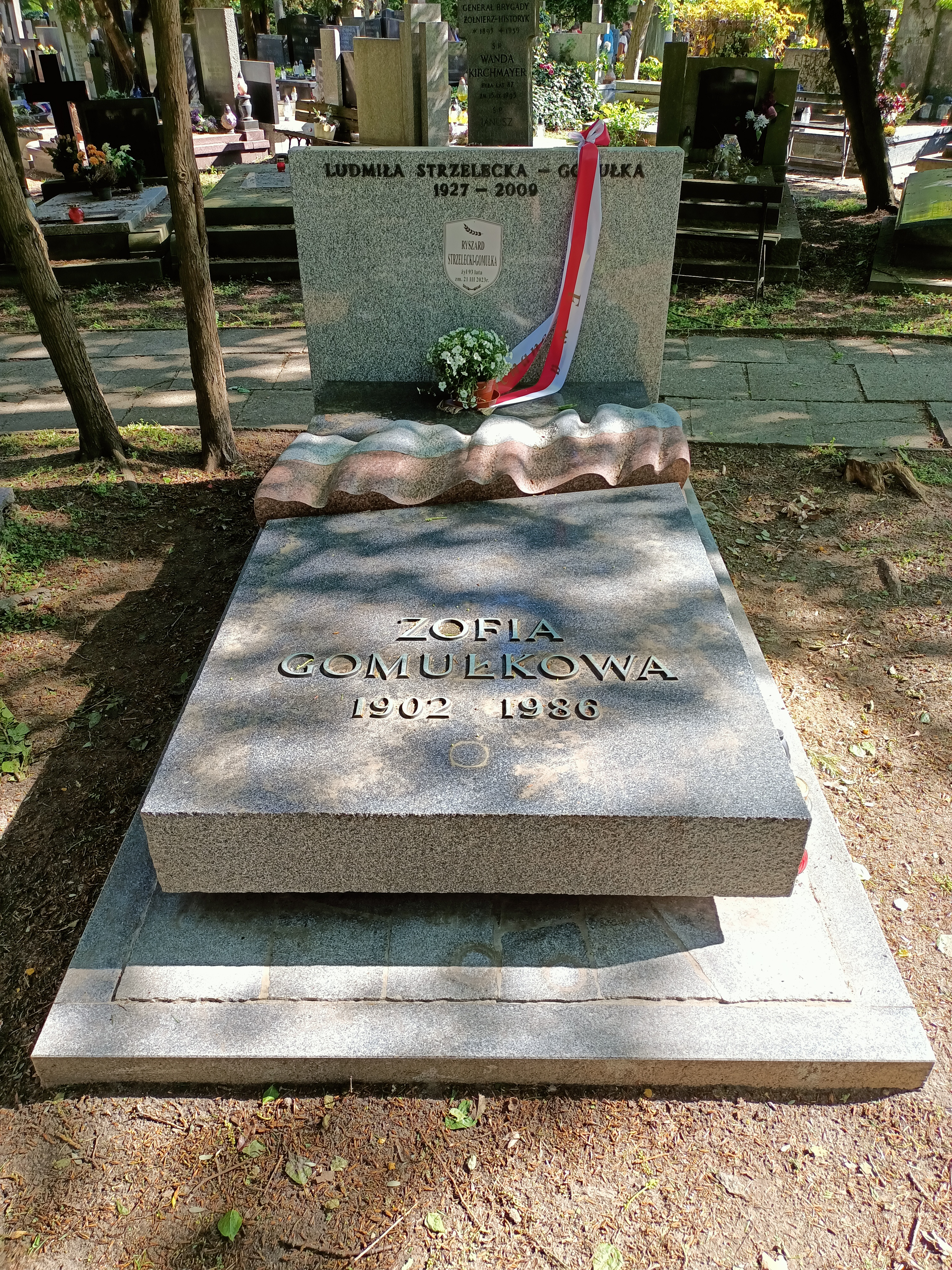
Grób Ryszarda Strzeleckiego-Gomułki na cmentarzu Wojskowym na Powązkach w Warszawie

Ryszard Strzelecki-Gomułka (ur. 8 stycznia 1930 w Zawierciu, zm. 21 marca 2023 w Warszawie) – polski inżynier i polityk, podsekretarz stanu w ministerstwie handlu zagranicznego PRL.

## Życiorys
Syn Zofii i Władysława Gomułki. Absolwent Państwowego Liceum im. Tadeusza Reytana w Warszawie (matura 1948, pod przybranym nazwiskiem Ryszard Strzelecki). W 1952, gdy jego rodzice byli uwięzieni, ukończył studia na Wydziale Elektrycznym Politechniki Warszawskiej pod nazwiskiem Ryszard Strzelecki-Gomułka, oficjalnie przyjętym 20 lipca 1951. Od 1959 pracował w centrali handlu zagranicznego „Elektrim”.
Należał do PZPR i w okresie od lipca 1969 do 1986 sprawował funkcję podsekretarza stanu w ministerstwie handlu zagranicznego. W 1986 objął stanowisko radcy handlowego ambasady PRL w Londynie.
6 listopada 1986 przed Fabryką Samochodów Osobowych w Warszawie dokonał odsłonięcia pomnika Władysława Gomułki, który został zdemontowany w styczniu 1990. W 1993 zgodził się na opublikowanie pamiętników ojca, wydanych w 1994 w dwóch tomach pod redakcją naukową prof. Andrzeja Werblana. Był członkiem rady przy Fundacji Archiwum Dokumentacji Historycznej PRL, założonej w 1997 roku w Warszawie.

### Życie prywatne
Jego żoną była Ludmiła z domu Białowąs (1927–2009). Mieli dwie córki: Ewę (ur. 1957) i Hannę (ur. 1959).
Zmarł 21 marca 2023 w Warszawie w wieku 93 lat. Uroczystości pogrzebowe odbyły się 29 marca 2023 na cmentarzu Wojskowym na Powązkach (kwatera A 29-Półkole II-5).

## Odznaczenia
- Order Sztandaru Pracy II klasy (1969)[11]

## Publikacje (wybór)
- Między realizmem a utopią. Władysław Gomułka we wspomnieniach syna (2003, razem z Eleonorą Salwą-Syzdek)[12].
- Kilka wspomnień o ojcu, w: „Dziś. Przegląd Społeczny”, 1996, nr 10, s. 117–122.